# Deep Purple
«Deep Purple» — британський рок-гурт, утворений у лютому 1968 року Гартфорді. Разом із гуртами «Led Zeppelin» та «Black Sabbath» їх вважають засновниками музичних стилів хард-рок й хеві-метал, хоча самі учасники гурту не відносять себе до якогось окремого жанру. Також творчість групи включає елементи класичної музики, блюз-року, популярної музики та прогресивного року. Гурт унесений до книги рекордів Гіннеса, як один із найгучніших гуртів, та тих, що продали понад 100 мільйонів альбомів. «Deep Purple» займає 22 позицію в рейтингу програми «Найкращі виконавці хард-року» каналу «VH1».
Протягом свого існування склад гурту зазнавав численних змін, а в період з 1976 по 1984 взагалі тимчасово не існував. Склади 1968-76 прийнято позначати як Mark I, II, III і IV. Найвдалішим із комерційної точки зору був другий склад, до якого входили Ієн Ґіллан (вокал), Ричі Блекмор (гітара), Джон Лорд (клавіші), Роджер Ґловер (бас-гітара) та Ієн Пейс (барабани). У цьому складі гурт проіснував у період 1969-73. Потім цей склад відновлювався в 1984-89 та в 1993 році, після чого відбувся розкол між Блекмором та іншими учасниками. Його замінив Стів Морс, з яким було записано 9 студійних робот, перш ніж він покинув групу в 2022 році. Новим гітаристом Purple став Саймон Макбрайд.

## Історія гурту

### Передісторія появи «Deep Purple» (1967—1968)
В 1967 році Кріс Кертіс, колишній барабанщик гурту «The Searchers», зв'язався з лондонським бізнесменом Тоні Едвардсом у надії, що той візьметься керувати новим гуртом «Roundabout», який вони разом мають створити. Назва «Roundabout» (карусель) мала символізувати те, що учасники гурту будуть входити і виходити з гурту, як на музичній каруселі. План уразив Едвардса так, що той погодився фінансувати авантюру, разом із двома своїми партнерами по бізнесу: Джоном Колетта та Роном Хайе.
Першим до складу гурту запросили Джона Лорда, навченого класичній грі на органі Гаммонда. Раніше той грав у гурті «The Artwoods».
З другої спроби Едвардс переконав гітариста Ричі Блекмора повернутись із Гамбургу для того, щоб узяти участь у прослуховуваннях.
На роль бас-гітариста Джон Лорд запропонував свого старого друга, Ніка Симпера, з яким він грав у гурті «The Flower Pot Men and their Garden» (більш відомого як «The Ivy League») в 1967. Свій творчій шлях до слави Симпер почав у «Johnny Kidd and The Pirates», був одним із потерпілих в аварії, що забрала з життя Кідда. Також був учасником гурту «The Savages», де він грав із Блекмором.

### Прорив (1968—1970)
У жовтні 1968 до гурту прийшов успіх після випуску кавер-версії пісні «Hush» Джро Сауза, яка сягнула четвертого місця в американському чарті «US Billboard» і другого — за версією канадського музичного видання «RPM». Пісня була взята з дебютного альбому «Shades of Deep Purple». Після цього вирушили у тур на підтримку альбому «Goodbye» гурту «Cream». Другий альбом груту, «The Book of Taliesyn» (уключно з кавером пісні «Kentucky Woman» Нейла Даймонда), був представлений у США під час туру цією країною, сягнув 38-го місця в американських чартах і 21-го — у чартах RPM, тоді як у рідній країні альбом був презентований лише наступного року. В 1969 у світ вийшов третій альбом гурту, «Deep Purple», при створенні якого були використані струнні та духові інструменти. У новому альбомі простежується вплив творчості «Vanilla Fudge» і «класичного» минулого Лорда — музики Баха та Римського-Корсакова.
Після випуску трьох альбомів і турів США, їхня американська компанія звукозапису «Tetragrammaton» вийшла з бізнесу, залишивши гурт без грошей перед невизначеним майбутнім. Компанію «Tetragrammaton» викупили Warner Bros. Records, які й здійснювали всі записи альбомів гурту в 1970-х. Повернувшись в 1969 році до Англії, гурт записує сингл «Emmaretta».
У травні 1969 Блекмор, Лорд і Пейс таємно домовляються про зміну вокаліста і басиста. Причиною було те, що ці троє музикантів швидко вдосконалювали свою майстерність, тоді як Еванс і Симпер досягли в розвитку своєї межі.
У пошуках заміни вокаліста Блекмор звернувся з відповідною пропозицією до 19-річного Террі Рейда, який рік тому відмовив щойно утвореним «Led Zeppelin». І хоча Рейд знайшов цю пропозицію лестивою, він був змушений відмовитись через те, що мав контракт із Мікі Мостом. Крім того він більше був зацікавлений у сольній кар'єрі. Тож Блекмору нічого не лишалось, як продовжити пошуки.
Тоді гурт «почав полювання» на Ієна Ґіллана, вокаліста гурту «Episode Six», який видав у Британії декілька синглів без значного комерційного успіху. На прослуховування Ґіллан прийшов із басистом «Episode Six» — Роджером Ґловером, на велике здивування якого, після проб, він отримав запрошення ввійти до постійного складу гурту. Так утворився склад гурту Mark ІІ, який пізніше визнають класичним складом «Deep Purple». Першою роботою нового складу став комерційно-невдалий запис «Hallelujah».
Таку необхідну популярність гурт здобув завдяки альбому «Concerto for Group and Orchestra» — епопеї в трьох діях, написаної Лордом і виконаної музикантами гурту в королівському концертному залі «Альберт-гол», разом із королівським філармонічним оркестром, деригованим Малкольмом Арнольдом.
Разом з альбомом «Five Bridges» гурту «The Nice», це стало одним із перших прикладів співробітництва рок-гуртів із симфонічними оркестрами. Проте, окремі члени «Deep Purple» (особливо Блекмор і Ґіллан) були незадоволені тим, що гурт дістав ярлик «колектив, що виступає разом з оркестрами», тоді як вони мали на меті розвинути звучання до жорсткішого, хард-рокового стилю. Тим не менше, Лорд написав, а весь гурт разом з оркестром наприкінці 1970 року записали іще один альбом у тому ж ключі, названий «Gemini Suite».

### Прорив та успіх (1970—1973)
Незабаром після оркестрового альбому «Deep Purple» розпочали напружені гастролі. Їхній перший студійний альбом цього періоду, випущений у червні 1970 року, «In Rock», який містив хіти «Speed King», «Into The Fire» і «Child in Time». Гурт видав сингл «Black Night», що ввійшов до десятки найкращих британського чарту, і виконав його в популярній передачі «Top of the Pops». Взаємодія між гітарою Блекмора та органом Лорда, разом з агресивним вокалом Ґіллана і ритм-секцією Ґловера і Пейса, тепер почала мати унікальну ідентичність, яка відокремила гурт від його попередніх альбомів. Разом з альбомами «Led Zeppelin II» і «Paranoid», «In Rock» заклав жанр хеві-метал. Альбом досяг четвертої позиції в британському чарті.
Другий альбом, «Fireball», виданий у липні 1971 року, очолив британський чарт.

## Склад і дискографія
Склади «Deep Purple» прийнято нумерувати Mark X (скорочено Mk), де X — номер складу. Існують два різних способи нумерації — хронологічний і персональний. Перший дає на два склади більше через те, що в 1984 й 1992 роках група поверталася до класичного складу Mark 2.

### Студійні альбоми
- Mk I
  - Shades of Deep Purple, вересень 1968
  - The Book of Taliesyn, грудень 1968
  - April, листопад 1969
- Mk IIa
  - In Rock, червень 1970
  - Fireball, вересень 1971
  - Machine Head, березень 1972
  - Who Do We Think We Are, лютий 1973
- Mk III
  - Burn, лютий 1974
  - Stormbringer, грудень 1974
- Mk IV
  - Come Taste the Band, жовтень 1975
- Mk IIb, перше відновлення колективу
  - Perfect Strangers, листопад 1984
  - The House of Blue Light, січень 1987
- Mk V
  - Slaves & Masters, жовтень 1990
- Mk IIc, друге відновлення колективу
  - The Battle Rages On, липень 1993
- Mk VI
  - без альбомів
- Mk VII
  - Purpendicular, лютий 1996
  - Abandon, травень 1998
- Mk VIII
  - Bananas, серпень 2003
  - Rapture of the Deep, жовтень 2005
  - Rapture of the Deep, окремий випуск 2CD, червень 2006
  - Now What?!, квітень 2013
  - Infinite, квітень 2017
  - Whoosh!, серпень 2020[9]
  - Turning to Crime, листопад 2021
- Mk IX
  - =1, 2024

### Концертні альбоми
- Mk I
  - Live in Inglewood, 1968 (виданий 2004)
- Mk IIa
  - Concerto for Group and Orchestra, 1969
  - Kneel & Pray, 1969 (виданий 2004)
  - Gemini Suite Live, 1970 (виданий 1998)
  - Scandinavian Nights, 1970 (виданий 1988)
  - Space Vol 1 & 2, 1970 (виданий 2004)
  - Made in Japan 1972
  - Deep Purple In Concert, 1970—1972 (виданий 1980)
  - Denmark 1972, 1972 (виданий 2004)
- Mk III
  - Made in Europe, 1975
  - Live in London, 1974 (виданий 1982)
  - Just Might Take Your Life , 1974 (виданий 1996 | 2004)
  - Perks And Tit, 1974 (виданий 2004)
  - Mk III: The Final Concerts, 1975 (виданий 1996)
- Mk IV
  - Last Concert in Japan, 1976
  - King Biscuit Flower Hour Presents: Deep Purple in Concert(On the Wings of a Russian Foxbat), 1975 (виданий 1995)
  - This Time Around: Live in Tokyo, 1975 (виданий 2001)
- Mk IIb, відновлення гурту
  - Nobody's Perfect, 1987 (виданий 1988)
  - In The Absence of Pink: Knebworth 85, 1985 (виданий 1991)
- Mk IIc
  - Come Hell or High Water, 1993, (виданий 1994)
  - Live In Europe 1993, 1993 (4-CD box set — виданий 2006)
- Mk VII
  - Live at the Olympia '96, 1996 (виданий 1997)
  - Total Abandon: Live in Australia, 1999
  - In Concert with the London Symphony Orchestra, 1999
  - Live At The Rotterdam Ahoy, 2000
  - The Soundboard Series, 2001

### Концерти на DVD
- Mk II
  - Concerto for Group and Orchestra, 1969 (CD 1969, DVD 2003)
  - Special Edition EP, 1969 (Виданий 2003)
  - Live In Concert 1972/73, 1972/1973 (Виданий 1988)
- Mk III
  - Live in California 74, 1974 (Виданий 1974, DVD Remastered 2006)
- Mk II, відновлення гурту
  - Come Hell Or High Water, 1993 (DVD Виданий 2001)
- Mk VII
  - Bombay Calling, 1995
  - Live at Montreaux, 1996
  - In Concert with the London Symphony Orchestra, 1999
  - Live in Australia: Total Abandon, 1999
  - Perihelion, 2001
  - Live Encounters, 2003

### Компіляційні альбоми
- Purple Passages, вересень 1972
- 24 Carat Purple, липень 1975
- When We Rock, We Rock, and When We Roll, We Roll, 1978
- The Mark II Purple Singles, квітень 1979
- Deepest Purple: The Very Best of Deep Purple, липень 1980
- The Anthology, червень 1985
- 30: Very Best of Deep Purple, жовтень 1998
- Listen, Learn, Read On, 29 жовтня 2002 (6 cd box set)
- Winning Combinations: Deep Purple and Rainbow, 2003
- Deep Purple: The Platinum Collection, 2005

### Сингли
- 1968 Hush
- 1968 Kentucky Woman
- 1969 River Deep — Mountain High
- 1970 Black Night
- 1971 Strange Kind of Woman
- 1971 Fireball
- 1972 Never Before
- 1972 Smoke on the Water
- 1973 Woman From Tokyo
- 1974 Might Just Take Your Life
- 1977 New Live and Rare EP
- 1978 New Live and Rare EP II
- 1980 Black Night (ponowne wydanie)
- 1980 New Live and Rare EP III
- 1984 Knocking at Your Back Door
- 1984 Perfect Strangers
- 1985 Knocking at Your Back Door / Perfect Strangers
- 1988 Hush
- 1990 King Of Dreams
- 1991 Love Conquers All
- 1995 Black Night"

### Триб'ют-альбоми «Deep Purple»
- 2012 Re-Machined: A Tribute to Deep Purple's Machine Head

## Виноски
1. ↑  У залежності від носія англійської назва гурту може звучати приблизно як діп пепл (UK: [ˈpɜː.pəl]) або діп перпл (US: [ˈpɝː.pəl]).
2. ↑  Інтерв'ю на www.deep-purple.net (англ.). Архів оригіналу за 13 серпня 2013. Процитовано 26 травня 2009.
3. ↑  Дрибущак, 2002, с. 55.
4. ↑  Дрибущак, 2002, с. 58.
5. ↑  Дрибущак, 2002, с. 62.
6. ↑  Дрибущак, 2002, с. 57.
7. ↑  Дрибущак, 2002, с. 61.
8. ↑  Дрибущак, 2002, с. 66.
9. ↑  Purple, Deep. Whoosh! 2020 | Music. Deep Purple. Архів оригіналу за 28 вересня 2020. Процитовано 16 серпня 2020.